# Vostok 2
Vostok 2 (rusko Восток-2, Vzhod 2) je bil del sovjetskega vesoljskega programa Vostok. V krožnico okoli Zemlje so ga izstrelili 7. avgusta 1961 in je ponesel edinega kozmonavta Germana Stepanoviča Titova z namenom, da bi preučili vpliv podaljšanega bivanja v breztežnosti na človeško telo.
Titov je v nasprotju z Gagarinom na Vostoku 1 nekaj časa ročno upravljal plovilo.
Polet je bil skoraj v celoti popoln uspeh. Skalili so ga le napad vesoljske slabosti, slabo delovanje grelca tako, da je temperatura padla na 6,1 ° C, in težaven povratek v ozračje, kjer se je povratna kapsula komaj ločila od oskrbovalne. 
Med bivanjem v breztežnosti je Titov čutil slabost. Takšno stanje deluje na otolite, drobce anorganske snovi v votlini notranjega ušesa, ki je napolnjena s tekočino. Otoliti se pri spremembi nagiba glave prestavljajo in dražijo zdaj eno, zdaj drugo skupino občutljivih živcev v stenah ravnotežnega organa in živci te dražljaje prenašajo v možgane. V breztežnosti svojo težo izgubijo tudi otoliti in tako možganom ne morejo pravilno posredovati podatkov o nagibu in zato ne pomagajo kozmonavtu pri ugotavljanju položaja. Ko se je Titov naspal, ni več čutil motenj.
Nadomestni kozmonavt odprave je bil Andrijan Grigorjevič Nikolajev.
Po tem poletu Titov ni nikoli več letel in do leta 2003 ostaja najmlajši vesoljec, ki je potoval po vesolju. Po tem programu so ga dodelili programu vesoljskega letala Spiral, ki pa so ga čez nekaj časa ustavili.
| Predhodna odprava: Vostok 1 | Program Vostok | Naslednja odprava: Vostok 3 |

## Zanimivosti o Vostoku 2
- četrti polet s človeško posadko
- drugi polet po tirnici zemlje